# Марк Папій Мутіл
Марк Папій Мутіл (? — після 16 року н. е.) — державний діяч ранньої Римської імперії, консул-суффект 9 року.

## Життєпис
Походив від аристократичного самнітського роду Папіїв. Про батьків немає відомостей. Прихильник династії Юліїв—Клавдіїв. У 9 році став консулом-суффектом разом з Квінтом Поппеєм Секундом. Під час своєї каденції домігся прийняття закону стосовно зміцнення шлюбу, посилення штрафів за безшлюбність, як послаблення держави. При цьому сам Папій ніколи не був одруженим.
У 16 році під час процесу над Лібоном Друзом запропонував день страти останнього оголосити святковим днем. Подальша доля невідома.